# Brancaccio (miniserie televisiva)
Brancaccio è una miniserie televisiva del 2001 diretta da Gianfranco Albano. È basata sulla biografia di don Pino Puglisi.

## Trama
Brancaccio è il quartiere di Palermo dove negli anni novanta è stato nominato parroco Pino Puglisi e dove nel 1993 è stato assassinato dalla mafia nel giorno del suo 56º compleanno. Una vita passata a combattere la cultura della mafia attraverso le parole del Vangelo, cercando di strappare i giovani dalla strada. Don Pino vive la fede come impegno civile ed è per questo che la sua presenza preoccupa Sebastiano Marsala, il boss locale. La guerra fra i due si intreccia con la storia di Nuccio di 25 anni che, dopo la morte dei genitori, ha fatto da padre al fratello più piccolo, Santino, un ragazzo di 16 anni che lo adora.